# なんばん
なんばんは、三遊亭円丈による新作落語の演目。2007年にネタ卸しをした近作であり、現在も得意演目の一つとしている。

## あらすじ
義理の息子と父親（妻の父）が、食事する店を探す。息子は気を遣いながら、義理の父が気に入りそうな店を探すが、父はなにかと難癖をつける。
「無国籍料理」は赤木圭一郎が出てきそうだ、「うどんダイニング」は『うどん』と『ダイニング』が合わない、「パスタ」は「我々の時代はスパゲッティだった」…。
それでは、とカレー屋はどうかと訊けば、看板の「カリー」という綴りが気に食わない、「トッピング」とは何だ、ピッキングか、などとこれまた気に入らない。
あきらめた息子は店を父に選ばせる。父は一度入ったことのあるラーメン屋を勧めるが、「ビストロ」という屋号に今度は息子が警戒する。
結局、横道にある昔ながらのそば屋に入ることにするが、やはり息子は古めかしいたたずまいが気に入らず、看板の変体仮名や、高齢の店主夫婦にケチをつける。そのうえメニューにある「めし」から「肝試し」を連想する始末。
鴨南蛮を注文することにするが、息子は「小さい頃に『かもなんばんそば』を食べたが『かも』も『そば』も入っているのに『なんばん』が入っていないこと」から、それ以来「なんばん熱」「なんばん咳」「なんばんくしゃみ」が出るなどと言い、奇妙な咳やくしゃみを始める。
最後はいったいどうなるんだ、と父が訪ねると、「そば屋のいいカモになります」